# Réunion de concertation pluridisciplinaire
En médecine, une réunion de concertation pluridisciplinaire (ou RCP) est une rencontre, à intervalles réguliers (le plus souvent hebdomadaire), entre différents spécialistes afin de discuter les dossiers de patients présentant une maladie donnée, et valider collégialement les traitements nécessaires. Il s'agit de l'un des pivots de la prise en charge en cancérologie, où les RCP réunissent à la fois des oncologues, des radiothérapeutes, des isotopistes, des chirurgiens et des radiologues.
En dehors de la cancérologie, les RCP peuvent intéresser l'infectiologie ou encore la prise en charge de maladies rares.
Les RCP ont aussi lieu dans les maisons de santé pluriprofessionnelles (MSPP), ou équipe de soins primaires (ESP), pour coordonner une prise en charge (PEC) patient, les soins de santé, entre plusieurs intervenants médecins généralistes, autres spécialistes, infirmiers diplômés d'État (IDE) et autre paramédical.
Une RCP peut être régionale ou nationale.